# 우오즈정
우오즈정(魚津町)은 도야마현 시모니카와군에 존재했던 정이다. 현재의 우오즈시 구시가지에 해당한다.

## 역사
- 1889년 4월 1일 - 정촌제 시행에 의해 시모니카와군 우오즈정이 성립하였다.
- 1943년 -  - 시가지 서쪽에서 대형 화재가 발생하였다.
- 1952년 4월 1일 - 미치시타촌, 가미나카지마촌, 시모나카지마촌, 마쓰쿠라촌, 가미노가타촌, 시모노가타촌, 가타카이다니촌, 가즈미촌, 교덴촌, 덴진촌, 니시후세촌과 합병해, 우오즈시가 성립하였다.